# Büdelberg
Der Büdelberg ist ein Berg auf King George Island im Archipel der Südlichen Shetlandinseln. Er liegt in den Südbergen auf der Fildes-Halbinsel im Südwesten der Insel. Die 1984 erfolgte Kartierung durch eine deutsche Expedition von Wissenschaftlern der Universitäten Heidelberg, Karlsruhe und Berlin hält für den Gipfel eine Höhe von 131 m fest. Benannt wurde der Berg nach dem deutschen Geographen Julius Büdel (1903–1983).